# محمد العماری (بازیکن فوتبال، زاده ۱۹۳۷)
محمد العماری (انگلیسی: Mohamed Lamari؛ زادهٔ ۱۹۳۷) بازیکن فوتبال اهل مراکش بود.
وی همچنین در تیم ملی فوتبال مراکش بازی کرده‌است.